# Виндзор, Мэри
Мэри Виндзор (англ. Marie Windsor; 11 декабря 1919 — 10 декабря 2000) (имя при рождении — Эмили Мари Бертельсон, англ. Emily Marie Bertelson) — американская киноактриса, более всего известная своими многочисленными ролями в фильмах нуар и фильмах категории В 1940-50-х годов, благодаря чему ей часто называли «Королевой В-фильмов».
Её лучшие работы относятся к жанру фильм нуар, особенно, роль манипулирующей, неверной,, бесчувственной и подавляющей жены в «Убийстве» (1956). Её любимыми фильмами помимо «Убийства» были также «Узкая грань» (1952) и «Адский огонь» (1949).

## Биография

### Ранние годы
Мэри Виндзор родилась 11 декабря 1919 года в Мерисвэйле, штат Юта. Она выросла в Юте, там же посещала Университет Бригама Янга и представляла свой штат в качестве Мисс Юты на конкурсе Мисс Америка.
Виндзор обучалась актёрскому мастерству у авторитетного русского педагога театра и кино Марии Успенской, зарабатывая несколько лет на жизнь как телефонный оператор, актриса в театре и на радио, а также статист в кино.

### Карьера в кино: 1941—1956 годы
Начиная с 1941 года, Виндзор начала сниматься в кино, однако это были эпизодические роли, и её имя даже не указывалось в титрах. Вплоть до 1947 года она сыграла в 28 таких фильмах. В начале своей голливудской карьеры она также была дублёршей Бетт Дейвис.
Высокий рост Виндзор (175 см) не позволял ей стать партнёршей многих голливудских звёзд мужского пола, которые были сравнительно невысокого роста и чувствовали себя неловко в паре с ней. Проявив немалую настойчивость, Виндзор всё-таки получила постоянную работу, играя «вторые главные роли королевы танцевального зала, напарницы гангстера, шлюхи и экзотической злодейки». Она часто играла «неверных жён, распутных подружек, лидера женской банды или подружку гангстера, и была настолько убедительна в этих ролях, что часто получала по почте Библии с выделенным в них текстом, описывающим её экранные „грехи“ с предупреждением, что если она не исправится, то попадёт в ад». Виндзор была отличной наездницей, благодаря чему её часто приглашали сниматься в вестернах.
В 1947 году Виндзор поднялась до небольших, но полноценных ролей, первой из которых стала роль в криминальной комедии «Песня Тонкого человека» (1947) с участием популярного семейного детективного дуэта в исполнении Уильяма Пауэлла и Мирны Лой. Первой по настоящему запоминающейся ролью Виндзор в кино стала работа в фильме нуар Абрахама Полонски «Сила зла» (1948) с Джоном Гарфилдом в главной роли, где она сыграла соблазнительную жену нью-йоркского гангстера.
В конце 1940-х годов Виндзор начала играть главные роли в фильмах категории В. В 1949 году она сыграла свою первую главную роль в приключенческой мелодраме «Застава в Марокко» (1949). Её героиня, получившая образование в Европе дочь эмира, влюбляется в капитана сипаев (Джордж Рафт), ведущего борьбу с вооруженными племенами под предводительством её отца. Одну из своих наиболее значимых ролей упрямой, но раскаивающейся в финале бандитки Виндзор сыграла в вестерне «Адский огонь» (1949). Она также сыграла в комедийном экшне «Боец из Кентукки» (1949) с Джоном Уэйном в главной роли, действие которого происходит в Алабаме в 1818 году.
В вестерне «Дакота Лил» (1950) Виндзор предстаёт в образе главной героини, танцовщицы кабаре и подружки главаря банды фальшивомонетчиков, которая влюбившись в федерального агента, помогает ему разоблачить всю подпольную преступную сеть. За этим фильмом последовали вестерны «Френчи» (1950) и «Решающий поединок» (1950), а также детектив «Двойная сделка» (1950), где Виндзор играет наследницу убитого владельца нефтяной скважины.
Виндзор сыграла пиратку в лихом приключенческом фильме «Остров ураганов» (1951), после чего последовал экшн-вестерн «Литтл-Бигхорн» (1951). Фильм нуар «Мелкий игрок» (1951) посвящён благопристойному обывателю, который попадает в зависимость от игры на скачках, однако в центре внимания картины оказывается игра Виндзор в роли мошенницы, которая собирается вытянуть из несчастного всё, что у него есть.
В социальной драме «Японская военная невеста» (1952) Виндзор сыграла редкую для себя роль американской обывательницы, которая испытывает расовую ненависть к японской жене брата своего мужа. В вестерне «Женщины-преступницы» (1952) Виндзор выступает в роли хозяйки городка на Диком Западе, куда запрещен въезд мужчинам, но которая в итоге уступает натиску красавца-ковбоя. «Джунгли» (1952) был приключенческим фэнтези, в котором индийская принцесса (Виндзор) и белый охотник направляются в джунгли для выяснения причин массового бегства диких животных и гибели людей, сталкиваясь с неожиданным нашествием мамонтов.
В том же году Виндзор отлично сыграла в двух значимых фильмах нуар — в «образцовом нуаре категории В» «Узкая грань» (1952) Ричарда Флейшера она исполнила роль сотрудницы полиции, выдающей себя за жену крупного гангстера, а в «Снайпере» (1952) Эдварда Дмитрыка запомнилась в роли первой жертвы маньяка.
В 1953 году Виндзор доставались роли в целой серии проходных фильмов, таких как вестерн «Высокий техасец», спортивная комедия «Трудный путь», музыкально-биографические фильмы «Такова любовь» и «История Эдди Кантора», а также приключенческая фантастика «Женщины-кошки с Луны».
Более интересными работами Виндзор были роли второго плана в двух фильмах нуар режиссёра Джона Х. Ауэра — жена коррумпированного чикагского адвоката в реалистической полицейской драме «Город, который никогда не спит» (1953), а также в экшн-нуаре «Пол-акра ада» (1954), где она играет жену гавайского бандита, которая заводит роман с его боссом.
В вестерне «Охотник за головами» (1954) героиня Виндзор заигрывает с главным героем, скрывая, что является женой бандита и участницей ограбления. В 1955 году Виндзор отметилась в малозаметных вестернах «Серебряная звезда» и «Леди с двумя пистолетами», а также в приключенческой комедии «Эбботт и Костелло встречают мумию» (1955). Её наибольшей удачей в этом году стала роль хозяйки художественной галереи, соблазняющей и манипулирующей мужем и несколькими любовниками в фильме нуар «Женщина без мужчин» (1955).
Эта работа предвосхитила одну из самых известных ролей Виндзор, которую она сыграла в фильме Стенли Кубрика «Убийство» (1956) — роль алчной, неверной и коварной супруги, которая сначала толкает мужа на соучастие в грабеже, а затем сдаёт его своему любовнику-бандиту. Эта небольшая роль стала одной из лучших в карьере Виндзор и её последней крупной удачей в кино.

### Карьера в кино: 1957—1987 годы
В 1957 году кинематографическая карьера Виндзор пошла на спад. Виндзор сыграла небольшие роли в целой серии посредственных фильмов, среди них нуаровая драма Джона Фэрроу «Грешная жена», нуаровый детектив «Девушка в чёрных чулках», вестерн «Священник и преступник» и вычурная фэнтези с участием множества стареющих голливудских звёзд «История человечества». На следующий год Виндзор появилась в паре столь же неудачных фильмов: вестерне «День головореза» (1958) с Фредом МакМюрреем и в мелодраме «Женщина с острова» (1958) в качестве соперницы своей дочери в любовном треугольнике, возникающем во время круиза в Карибском море.
После 1958 года Виндзор стала всё больше уделять внимание съёмкам на телевидении, и её появление на большом экране стало редкостью. Снятая ещё в 1958 году комедия «Райская аллея» (1962) о лишённом финансирования режиссёре, который снимает кино с минимальным бюджетом, так и не была выпущена в прокат, и в 1962 году сразу была передана на телевидение. В 1963 году Виндзор сыграла второстепенную роль в неудачной комедии из бродвейской жизни «Выбор критика» (1963), за которой последовала слабая фантастическая лента «День, когда Марс вторгся на Землю» (1963). В 1964-69 годах Виндзор сыграла небольшие роли всего в нескольких фильмах: в 1964 году — в комедии «Сказки на ночь» о двух конкурентах-жиголо на Французской Ривьере с участием Марлона Брандо и Дэвида Найвена, в 1966-м — в вестерне «Невеста по почте» и в хоррор-фильме «Комната ужасов», в 1969-м — в вестерне с элементами комедии «Хорошие ребята и плохие ребята» с Робертом Митчемом.
В 1970-е годы Виндзор продолжала играть малозначимые роли во второстепенных фильмах: в вестернах «Поддержи своего стрелка» (1971), «Ещё один поезд на Роб» (1971), «Жестяная звезда» (1973) с участием Джона Уэйна, комедийном вестерне «Сердца Дикого Запада» (1976) с Джеффом Бриджесом, а также в семейной фэнтези-комедии «Чумовая пятница» (1976). Наилучшим её фильмом в 1970-е годы стал криминальный триллер «Команда» (1973) с Робертом Дювалем в главной роли. Виндзор закончила кинокарьеру небольшими ролями в откровенно слабых экшнах «Убийственная красотка» (1981) и «Взвод коммандос» (1987).

### Работа на телевидении
Виндзор стала сниматься на телевидении с 1952 года. Всего она сыграла более чем в 90 телефильмах, эпизодах телесериалов и телепрограммах, завершив свою карьеру на телевидении в 1991 году.
В числе прочих сериалов, она снялась в четырёх фильмах судебной драмы «Перри Мейсон» (1958-64), в трёх фильмах вестерна «Сыромятная плеть» (1959-64), в одном фильме вестерна «Бонанза» (1965), в одном фильме хоррор-сериала «Сказки тёмной стороны» (1986), в двух фильмах детектива «Она написала убийство» (1987 и 1991), а также в телевизионном мини-сериале «Салемские вампиры» (1979) по Стивену Кингу.

## Личная жизнь
«В реальной жизни Виндзор была намного более приятной женщиной, чем на экране». На протяжении всей жизни она активно занималась общественно-политической деятельностью, была активной сторонницей Республиканской партии США и в течение 25 лет — активисткой Гильдии (профсоюза) киноактёров США.
Свернув свою работу на экране в конце 1980-х годов, Виндзор стала уделять намного больше внимания своей большой семье, а также занималась живописью и скульптурой.
Виндзор дважды была замужем: в 1946-47 годах — за радиоведущим Тедом Стилом (брак был аннулирован), в 1954 году она вышла замуж за баскетболиста, члена Олимпийской сборной США 1936 года Джека Хаппа, с которым прожила до своей смерти. Она воспитывала пасынка от первого брака и сына от второго брака 1963 года рождения.
В последние годы жизни Виндзор страдала от артрита. Она умерла 10 декабря 2000 года, за один день до своего 81-го дня рождения.

## Избранная фильмография
- 1943 — Пилот № 5 / Pilot #5 — в титрах не указана
- 1947 — Песня Тонкого человека / Song of the Thin Man
- 1948 — Сила зла / Force of Evil
- 1949 — Боец из Кентукки / The Fighting Kentuckian
- 1949 — Застава в Марокко / Outpost in Morocco — Кара, дочь эмира Бель-Рашада
- 1949 — Адский огонь / Hellfire
- 1950 — Дакота Лил / Dakota Lil
- 1950 — Решающий поединок / The Showdown
- 1950 — Френчи / Frenchie
- 1950 — Двойная сделка / Double Deal
- 1951 — Литтл-Бигхорн / Little Big Horn
- 1951 — Остров ураганов / Hurricane Island
- 1951 — Мелкий игрок / Two Dollar Bettor
- 1952 — Японская военная невеста / Japanese War Bride
- 1952 — Женщины-бандитки / Outlaw Women
- 1952 — Узкая грань / The Narrow Margin
- 1952 — Снайпер / The Sniper
- 1952 — Джунгли / The Jungle
- 1953 — Высокий техасец / The Tall Texan
- 1953 — Трудный путь / Trouble Along the Way
- 1953 — Город, который никогда не спит / City That Never Sleeps
- 1953 — Такова любовь / So This Is Love
- 1953 — Женщины-кошки с Луны / Cat-Women of the Moon
- 1953 — История Эдди Кантора / The Eddie Cantor Story
- 1954 — Пол-акра ада / Hell’s Half Acre
- 1954 — Охотник за головами / The Bounty Hunter
- 1955 — Серебряная звезда / The Silver Star
- 1955 — Эбботт и Костелло встречают мумию / Abbott and Costello Meet the Mummy
- 1955 — Женщины болота / Swamp Women
- 1955 — Женщина без мужчин / No Man’s Woman
- 1955 — Леди с двумя пистолетами / Two-Gun Lady
- 1956 — Убийство / The Killing
- 1957 — Грешная жена / The Unholy Wife
- 1957 — Девушка в чёрных чулках / The Girl in Black Stockings
- 1957 — Священник и преступник / The Parson and the Outlaw
- 1957 — История человечества / The Story of Mankind
- 1958 — Женщина с острова / Island Woman
- 1958 — День головореза / Day of the Bad Man
- 1962 — Райская аллея / Paradise Alley
- 1963 — Выбор критика / Critic’s Choice
- 1963 — День, когда Марс вторгся на Землю / The Day Mars Invaded Earth
- 1963 — Сказки на ночь / Bedtime Story
- 1964 — Невеста по почте / Mail Order Bride
- 1966 — Комната ужасов / Chamber of Horrors
- 1969 — Хорошие ребята и плохие ребята / The Good Guys and the Bad Guys
- 1971 — Поддержи своего стрелка / Support Your Local Gunfighter
- 1971 — Ещё один поезд в Роб / One More Train to Rob
- 1973 — Жестяная звезда / Cahill U.S. Marshal
- 1973 — Команда / The Outfit
- 1975 — Сердца Дикого Запада / Hearts of the West
- 1976 — Чумовая пятница / Freaky Friday
- 1981 — Убийственная красотка / Lovely But Deadly
- 1987 — Взвод коммандос / Commando Squad